# Asti
Asti este un oraș în Italia.

## Personalități
- Vittorio Alfieri (1749-1803),  poet, dramaturg și filosof
- Carlo Alberto Castigliano (1847-1884), inginer și matematician
- Angelo Sodano (1927-2022), cardinal secretar de stat al Sfântului Scaun
- Paolo Conte (n. 1937), cantautor
- Fabio Mengozzi (n. 1980), compozitor și pianist

## Demografie
Asti - evoluția demografică

|  | Graficele sunt indisponibile din cauza unor probleme tehnice. Mai multe informații se găsesc la Phabricator și la wiki-ul MediaWiki. |

Date: Recensăminte sau birourile de statistică - grafică realizată de Wikipedia